# Petrogale penicillata
El walabí cola cepillo de las rocas (Petrogale penicillata) es una especie de marsupial diprotodonto de la familia Macropodidae que habita en bosques de áreas rocosas y escarpadas de la Gran Cordillera Divisoria, desde cerca de 100 km al noroccidente de Brisbane al norte de Victoria, hasta Queensland. 

## Características
Su cuerpo alcanza una longitud de 50 a 60 cm, su cola de aproximadamente 60 cm de largo y su peso  está entre los 3 y 9 kg. Su pelambre es de color marrón rojizo o bronceado. La cola y las manos son negras y el pecho, los hombros y la cabeza son grises a negruzcos.
Se alimenta de hierbas (35 a 50%), semillas, hojas, raíces, cortezas y las frutos. 
La gestación dura aproximadamente 31 días. La hembra pare una sola cría, que permanece unas 29 semanas en el marsupio. La madurez sexual ocurre a los 18 meses en la hembra y a los 20 meses en el macho.

## Población
El número de especímenes ha declinado seriamente en Victoria, al sur y occidente de su hábitat tradicional,  pero sigue siendo común en Nueva Gales del Sur y al sur de Queensland.

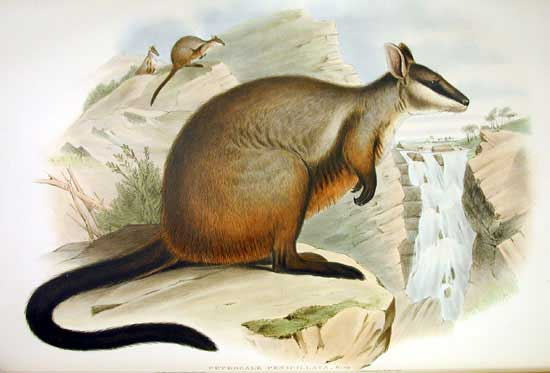
Petrogale penicillata

Como parte del movimiento de aclimatación en boga a finales del siglo XIX, el gobernador general de Nueva Zelanda, George Grey, introdujo ésta y otras cuatro especies de  walabies, incluido el raro walabí parma, a las islas del Golfo Hauraki, cerca de Auckland, donde proliferaron. Recientemente, la población de estas especies introducidas ha sido considerada como una plaga, por su severo impacto sobre la flora y fauna nativas y debido a ello se está llevando a cabo su erradicación y reubicación, que ya han sido completada en las islas de Rangitoto y Motutapu y están en curso en la isla de Kawau.
En 2003 cuatro especímenes fueron relocalizados en el Parque de Conservación de Waterfall Springs, cerca de Sídney.
Por otra parte, una pareja que estaba cautiva, escapó en 1916 y dio origen a la pequeña población de la especie que existe en la isla de Oahu, Hawái.

## Conservación
La especie se considera como vulnerable, y muestra una tendencia de población decreciente. Las mayores amenazas provienen de la predación y competencia con especies introducidas, y la pérdida de hábitat debido al uso agrícola de su  territorio.